# Telaranea bicruris
Telaranea bicruris là một loài rêu tản trong họ Lepidoziaceae. Loài này được (Stephani) M. Howe miêu tả khoa học lần đầu tiên năm 1902.